# Riedelstraße (Bad Reichenhall)
Die Riedelstraße ist eine Straße in der oberbayerischen Kurstadt Bad Reichenhall.

## Beschreibung
Die Riedelstraße beginnt an der Einmündung zur Luitpoldstraße und verläuft überwiegend geradlinig in südwestlicher Richtung, bis sie in die Reichenbachstraße mündet.
Die Riedelstraße ist nach dem Ehrenbürger Emil von Riedel benannt, der in seiner Funktion als bayerischer Finanzminister als Befürworter den Bau des neuen Kurhauses und des Gradierhauses ermöglicht hat.
An der Riedelstraße befindet sich auch das ehemals Städtische Krankenhaus, der alte Teil – der sogenannte Schachnerbau aus den späten 1920er Jahren ist heute ein Altenheim und steht unter Denkmalschutz. Auch der Vorgängerbau aus den späten 1870er Jahren steht unter Denkmalschutz. Das Gebäude wird zwar auch unter der Adresse Riedelstraße 5 geführt, befindet sich aber direkt an der Kurfürstenstraße.
Der östliche Teil der Riedelstraße bis zur Kurfürstenstraße ist heute eine Tempo-30-Zone, der westliche Teil von der Kurfürsten- bis zur Reichenbachstraße ein verkehrsberuhigter Bereich.

## Geschichte
Die Riedelstraße entstand um 1900, als dort viele Villen und Kurpensionen errichtet wurden. Zwischen 1928 und 1930 wurde das neue Reichenhaller Krankenhaus an der Riedelstraße nach Plänen von Richard Schachner erbaut, nachdem das nahegelegene bisherige Krankenhaus aus den späten 1870er Jahren zu klein geworden war.
Den Luftangriff auf Bad Reichenhall am 25. April 1945 überstanden die Riedelstraße und auch das Reichenhaller Krankenhaus unbeschadet. Der Angriff galt den Bahnhöfen und Gleisanlagen der Bahnstrecken Freilassing–Bad Reichenhall und Bad Reichenhall–Berchtesgaden. Der Westwind trug einen erheblichen Teil der Bomben in Wohngebiete, die vor allem im Kammerbotenviertel und in der Salzburger Straße erheblichen Schaden anrichteten. Die Riedelstraße liegt westlich bzw. nördlich der Bahnhöfe und wurde nicht getroffen.
Beim Amoklauf von Bad Reichenhall am 1. November 1999 schoss ein 16-jähriger aus dem Elternhaus, das sich gegenüber dem Haupteingang des Krankenhauses befand. Er tötete seine 18-jährige Schwester, die beiden Nachbarn sowie einen Patienten, der sich vor dem Krankenhaus zum Rauchen aufgehalten hatte. Er verletzte fünf weitere Personen teilweise schwer. Anschließend erschoss er sich in der Badewanne mit einer Schrotflinte selbst.

## Nahverkehr
Die Stadtwerke Bad Reichenhall bedienen mit der Citybuslinie 4 eine Haltestelle in der Riedelstraße.

## Baudenkmäler
| Adresse          | Name                                           | Beschreibung | erbaut    | Lage | Bild |
| ---------------- | ---------------------------------------------- | --- | --------- | ---- | ---- |
| Riedelstr. 1     | Wohnhaus                                       | Eingeschossiger Mansardwalmdachbau mit halbrundem Säulenportikus von Friedrich Schubert, mit Garteneinfriedung. | 1922/1923 | ▼    |      |
| Riedelstr. 2a/2b | Ehemalige Kurpension Haus Eden                 | Großer dreigeschossiger Eckbau mit Mezzanin, übergiebelte Risalite, Eckerkerturm, Balkons und Karyatidenfiguren, neubarock. | 1900      | ▼    |      |
| Riedelstr. 4     | Kurpension, Gästehaus Steiermark               | Eckbau mit Eckerkerturm, verschiedenen Giebelrisaliten, Loggien und Balkone, Neurenaissance. | 1900      | ▼    |      |
| Riedelstr. 5     | Ehemaliges Krankenhaus, sog. Altes Krankenhaus | Zweigeschossiger Bau mit seitlichen Risaliten, historisierend, nach Plänen von Maurermeister Carl Posch, 1878–80, Aufstockung um ein Geschoss mit eingezogenen Balkonen und nördlicher Mittelrisalit mit ehemaliger Krankenhauskapelle, nach Plänen von Karl Hochbichler, 1894/95; Nebengebäude, sog. Stöckl, zweigeschossiger Bau mit flachem Walmdach und Mittelrisaliten, aus verputztem Quadermauerwerk, nach Plänen von Baumeister Karl Hochbichler, 1894/95, im Inneren teils erneuert. | ab 1978   | ▼    |      |
| Riedelstr. 5a    | Ehemaliges Städtisches Krankenhaus             | Hauptgebäude nach Plänen von Richard Schachner, sogenannter Schachnerbau. Langgestreckter Walmdachbau in modern-sachlichen Formen, dreigeschossig über hohem Sockelgeschoss, durch turmbekrönten Querbau mit Eingangshalle, Haupttreppenhaus und Kapelle asymmetrisch geteilt. Östlich niedrigeres, durch Verbindungsgang angeschlossenes Nebengebäude mit Walmdach. | 1928–1930 | ▼    |      |